# Viajes Baixas
Viajes Baixas fue una agencia de viajes catalana fundada a principios de la década de 1930 en Barcelona, España, por el abogado Melcior Baixas de Palau (1908-1976). Estaba especializada en turismo emisor y la mayoría de sus oficinas se encontraban en Cataluña, con presencia también en Madrid, Extremadura, Palma y Valencia. El año 2004, con 22 oficinas, 100 trabajadores y unas ventas de 39,8 millones de euros, el 71% de su capital fue comprado por «Hotusa» por 1 millón de euros. El 2011 fue adquirida por la mallorquina «Barceló Viajes» que integró sus oficinas haciendo desaparecer la marca Viajes Baixas.